# منحنى هورسشو (بنسلفانيا)
منحنى هورسشو هو منحنى لسكة حديدية تتكون من ثلاثة مسارات ويقع في خط بيتسبرغ لسكة نورفولك ساوثرن مقاطعة بلير (بنسلفانيا). ويبلغ طول المنحنى حوالي 2354 قدمًا (724 مترًا) وعرضه حوالي 1300 قدم (400 متر). وقد تم الانتهاء من إنشائه في عام 1854 بجانب سكة بنسلفانيا، وذلك للتقليل من درجة الارتفاع إلى قمة جبال ألغيني. وأخيرا فقد ساهم المنحنى في تقليص الوقت المستغرق في عبور سكة ألغيني بورتيج التي تعد الطريق الوحيد الآخر عبر الجبال الخاص بمرور المركبات الكبيرة.
ويعد خط السكة الحديدية مهما منذ افتتاحه، حيث استهدفت ألمانيا النازية المنحنى أثناء الحرب العالمية الثانية في عام 1942 كجزء من عملية باستوريوس. وبعدها استحوذت الشركات التي تبعت شركة بنسلفانيا ريلرود على المنحنى وقامت باستخدامه وهي شركة بن سينترال وشركة كونريل وشركة نورفولك ساوثرن. وأضيف منحنى هورسشو ضمن السجل الوطني للأماكن التاريخية وعُين معلما وطنيا تاريخيا في عام 1966 وأصبح معلما هندسيا مدنيا تاريخيا في عام 2004.
وكان المنحنى منذ فترة طويلة موقعا سياحيا بجانبه حديقة مخصصة للمشاهدة التي تم الانتهاء من بنائها في عام 1879. وفي بداية التسعينات أُعيد إصلاح الحديقة وتم بناء مركز للسياح يديره المتحف التذكاري للسكك الحديدية في ألتونا الذي يضم المعروضات المتعلقة بالمنحنى.

## الموقع والتصميم

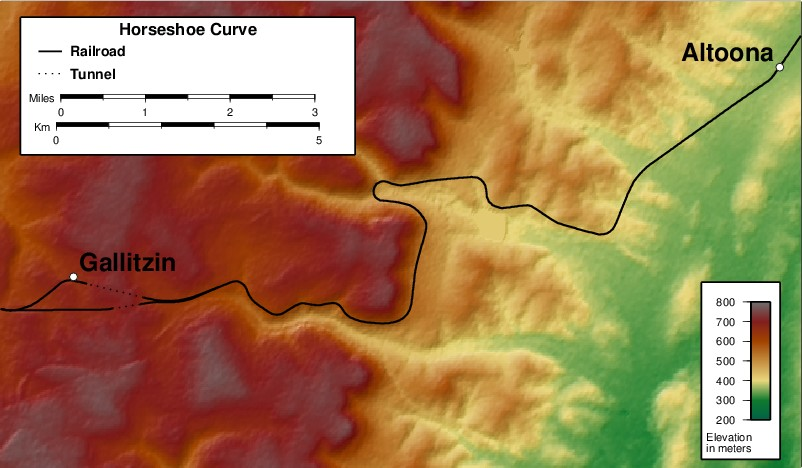
خريطة طبوغرافية للمنطقة المحيطة بمنحنى هورسشو

يقع منحنى هورسشو في خط بيتسبرغ وهو خط نورفولك ساوثرن الرئيس لتقسيم بيتسبرغ الواصل بين بيتسبرغ وهاريسبرغ في بنسلفانيا. حيث تصعد القطارات بدرجة 1.85% كحد أقصى غربا بمسافة 12 ميل (19 كم) من ألتونا إلى جاليتزن. وتعبر القطارات قمة جبال ألغيني تماما غرب أنفاق جاليتزن، ثم تهبط بدرجة 1.1% أو أقل لمسافة 25 ميلا (40 كم) إلى جونستاون.
ويبعد المنحنى خمسة أميال (8 كم) غرب ألتونا في بلدة لوغان بمقاطعة بلير. ويتبع شارع فيترناس مومريال السريع في مقاطعة بلير الوادي غرب ألتونا والأنفاق أسفل المنحنى. وينحني المنحنى حول سد وبحيرة تعد أعلى من ثلاث خزانات على طول الوادي، وتعود الخزانات إلى هيئة المياه بألتونا التي تزود المدينة بالمياه. ويمتد المنحنى إلى اثنين من الوديان التي شكلتها الجداول: مجرى كيتانينغ على الجانب الشمالي من الوادي، ومجرى جلينوايت على الجانب الجنوبي.
وتنحني المسارات في منحنى هورسشو كل 100 قدم (30 م) بمقدار 9 درجات و15 دقيقة لكل 100 قدم (30 م). أما درجة الانحناء للمنحنى ككل فتبلغ 220 درجة. ويبلغ طول المنحنى 2375 قدم (724 م) أما عرضه فيبلغ 1300 قدم (400 م). وينحدر المنحنى من ارتفاع يقدر بحوالي 1640 قدم (500 م) في الجزء الجنوبي و1600 قدم (490 م). وقد سجلت سكة بنسلفانيا نسبة الانحناء بحوالي 1.45 بالمائة وحاليا سجلتها نورفولك الجنوبية بحوالي 1.34 بالمائة. ويتكون كل مسار في السكة من 136 باوند لكل ياردة (67.5 كغم/م) من القضبان الملحومة التي وضعت في عام 2011 حسب ما نشر في عام 2012. وكان يتم نقل القضبان على طول المنحنى من اليسار إلى اليمين والعكس صحيح قبل استخدام الديزل وإدخال الكبح الديناميكي؛ وذلك لمعادلة الاحتكاك في كل قضيب من حواف القاطرات البخارية المارة وعربات السكك الحديدية، وبالتالي تمديد مدة صلاحيتها.

## الأصل
أَنشأت ولاية بينسيلفانيا سكة ألغيني بورتيغ التي تقطع جبال ألغيني لتربط بين فيلاديلفيا وبيتسبرغ كجزء من الخط الرئيس للأعمال العامة. وهي سلسلة من القنوات والسهول المنخفضة التي ظل استخدامها جاريا حتى منتصف القرن التاسع عشر. وقد أُسسست بنسلفانيا للسكك الحديدية في عام 1847 لإنشاء سكة ممتدة من هاريسبرغ إلى بيتسبرغ لتحل محل سكة بورتيغ الشاقة.

## الإنشاء

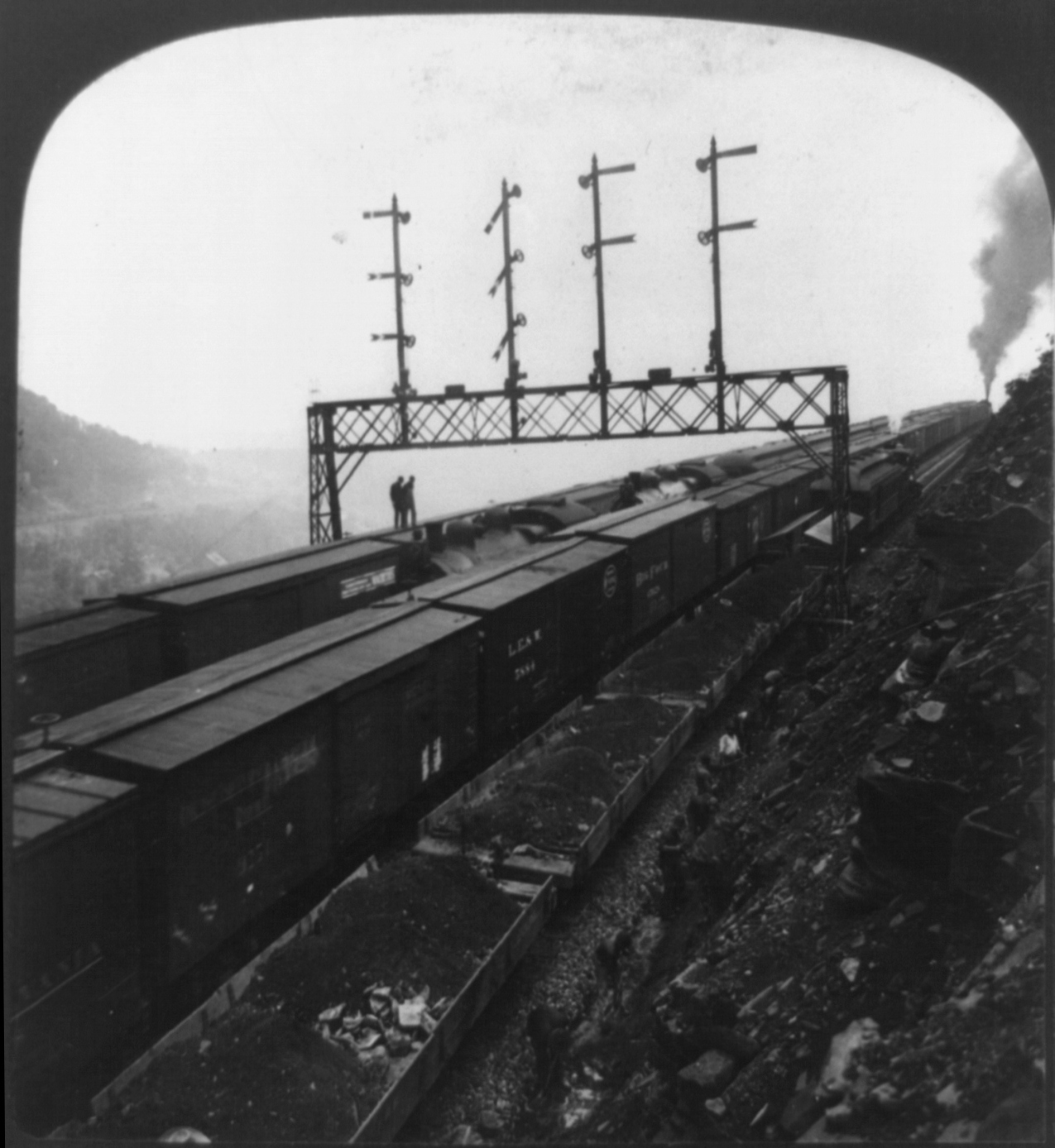
أربعة قطارات تسير على أربعة مسارات على سكة بنسلفانيا بالقرب من المنحنى، حوالي 1907

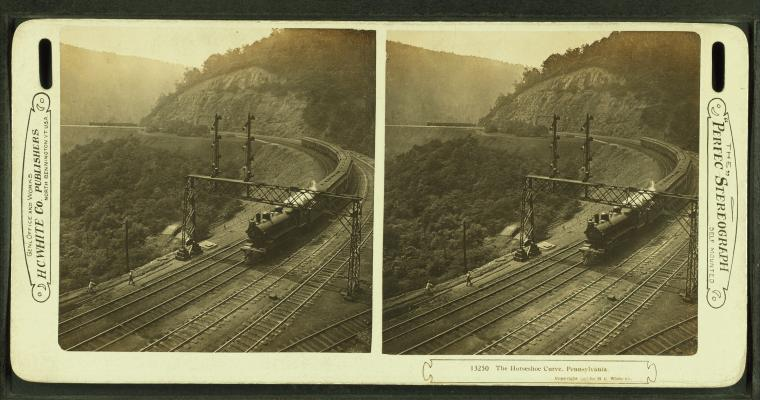
صورة ثلاثية الأبعاد لقطار يسير على المنحنى، حوالي 1907

أوصى مهندسو الولاية بعد استخدام المسوحات التي تم الانتهاء منها في عام 1842 بإنشاء طريق غرب لويستاون يتبع التلال بدرجة انحدار قصوى قدرها 0.852 بالمائة على الخط الذي يبلغ طوله 84 ميلا (135 كيلو متر). ولكن كبير مهندسي سكة بنسلفانيا جون إدجر تومسون اتخذ طريقا بديلا يقع على منطقة أكثر انخفاضا وانبساطا على طول نهر جنيتا، ووافق على درجة الانحدار الناتجة غرب ألتونا. ويفصل الوادي الذي يقع غرب ألتونا جبلا يقسم الوادي إلى إفجيجين، حيث وجدت المسوحات طريقا بدرجة انحناء مقبولة شرق جاليتزن إلى الجانب الجنوبي من الوادي وسمح منحنى هورسشو باتخاذ الدرجة ذاتها للوصول إلى ألتونا. كما أنشأ المهندسون سدا فوق الوادي الأول الذي يواجه الطريق أثناء الانحدار المتكون بفعل مجرى كيتاننج، حيث يعمل السد على خفض درجة الانحدار بين الواديين ويملأ الوادي الثاني المتكون بفعل مجرى جلينوايت.
وقد بدأ العمل على المنحنى في عام 1850 واستغرق حوالي ثلاث سنوات. ولم تستخدم أي معدات ثقيلة في إنشائه، بل كان الرجال فقط من عملوا على إنشائه بمساعدة «المعاول والمجارف والأحصنة والعربات». وتم افتتاح الخط بأكمله والذي يتضمن منحنى هورسشو في الخامس عشر من فبراير من عام 1854. وتبلغ التكلفة الإجمالية لمسافة من المسار طولها 31.1 ميل (50.1 كم) بين ألتونا وجونستاون حوالي 2495000 دولار أو 80.225 دولار لكل ميل (49.850 دولار/كم). أما الجزء المتبقي من الجبل داخل المنحنى فقد تم تسويته في عام 1879 للسماح بإنشاء حديقة ومنطقة مشاهدة تعد الأولى لمشاهدة القطارات المارة. وبازدياد الحاجة إلى السفر عبر القطار فقد تم إضافة مسار ثالث إلى المنحنى في عام 1898 وبعدها بسنتين تم إضافة الرابع.
منذ ما يقارب الستينات من القرن التاسع عشر وحتى الفترة التي سبقت الحرب العالمية الثانية بقليل كان باستطاعة الركاب السفر إلى محطة كيتانينغ بالقرب من المنحنى، حيث تتبع سكة كيتاننغ والسكة التي تملكها شركة جلين وايت للفحم والخشب -الفرعيتان المتصلتان بالخط الرئيس لمنحنى هورسشو- الجداول الخاصة بهما عند مناجم الفحم في أوائل القرن العشرين. وتعبر سيارات نقل قادوسية فارغة سكة بنسلفانيا لتصل إلى محطة كيتانينغ حيث تعود محملة بالفحم عبر كلتا السكتين. وعلى الجانب الآخر من المحطة يزود خط جانبي في سكة الحديد على جانب المنحدر ميناء الفحم حيث تتزود القطارات بالوقود والماء وذلك خلال أوائل القرن العشرين. وقد بُني خزان في قمة المنحنى في عام 1877 خاص لمدينة ألتونا، كما أُنشئ خزان آخر أسفل الأول في عام 1896، وأُنشئ الثالث وهو بحيرة ألتونا في عام 1913. وافتُتحت طريق محصبة للمنحنى عام 1932 حيث تسمح للزوار الدخول كما تم بناء متجر هدايا عام 1940.
وقد صُورالمنحنى في كتيبات وتقويمات وغيرها من المواد الترويجية وطُبعت شهادة السهم لسكة بنسلفانيا مع رسم جرافيكي لها. ورَسمت ولاية بنسلفانيا مشهد منحنى هورسشو مقابل «طريق ووتر ليفل» التابع لسكة نيويورك المركزية خلال التسعينات من القرن التاسع عشر. وعرضت سكة بنسلفانيا صورة ثلاثية الأبعاد كنموذج مصغر للمنحنى في المعرض العالمي الكولومبي لعام 1893 في شيكاغو. وتلقى كمسارية سكة بنسلفانيا أمرا بالإعلان عن منحنى هورسشو للركاب في فترة النهار، وهي عادة من العادات التي مازالت تمارس على متن قطارات أمتراك.

## الحرب العالمية الثانية وما بعد الحرب
أثناء الحرب العالمية الثانية حملت سكة بنسلفانيا القوات والعتاد التابعة لقوات الحلفاء وكان المنحنى تحت حراسة مسلحة آنذاك. وخططت الذراع الاستخباري العسكري لألمانيا النازية (آبفير) لعرقلة الممتلكات الصناعية الهامة في الولايات المتحدة من خلال مشروع سُمي بعملية باستوريوس. وفي يونيو 1942 أُحضر أربعة رجال عبر غواصة ونَزلوا عند جزيرة لونغ آيلاند من أجل تدمير بعض المواقع مثل منحنى هورسشو وجسر هيل جيت ومصانع ألكو للألمنيوم ووضع أقفال على نهر أوهايو، إلا أن مكتب التحقيقات الفيدرالي قبض على المخربين الذين كانوا على وشك القيام بالتخريب المتعمد وذلك بعد أن سلم أحد المخربين (واسمه جورج جون داش) نفسه.
وأخذت بنسلفانيا للمنتجات الكهربائية صورة ليلية للمنحنى عام 1954 أثناء الاحتفال بالذكرى السنوية لافتتاح المنحنى، وقد استخدمت 6000 مصباح فلاش وأسلاك تمتد لمسافة 31 ميلاً (50 كم) لإنارة المنطقة. كما احتفلت أيضا بالذكرى السنوية الخامسة والسبعين للمصابيح المتوهجة، ووُضعت قاطرة بنسلفانيا البخارية في الحديقة داخل المنحنى في 8 يونيو 1957. حيث تعد قاطرة الركاب الرئيسية في سكة بنسلفانيا التي تسير عادة على المنحنى وهي ذات محرك من الدرجة K4s. وأُدرج المنحنى ضمن السجل الوطني للأماكن التاريخية وعُين معلما تاريخيا وطنيا في 13 نوفمبر عام 1966، وفي نفس العام نُقلت عملية حديقة المشاهدة إلى مدينة ألتونا. وتم ربط سكة بنسلفانيا مع سكة نيويورك سينترال في 1968 حيث نتج من هذا الربط شركة بن سينترال التي أفلست واستولت عليها الحكومة الفيدرالية في 1976 ويعد هذا الربط جزءً من الربط الذي أدى إلى شركة كونريل، حيث أزالت شركة كونريل المسار الثاني للمنحنى من الداخل في 1981. وأزيلت قاطرة K4s 1361 من المنحنى لغرض استعادة أمر العمل في سبتمبر 1985 واستبدلت بقاطرة إكس كونريل (EMD GP9) التي تعمل بالديزل والكهرباء والتي تم إعادة طلائها على نسق سكة بنسلفانيا.
وخضعت الحديقة التابعة للمنحنى ابتداء من يونيو عام 1990 لعمليات تجديد وإصلاح تقدر بحوالي 5.8 مليون دولار بتمويل من دائرة النقل بولاية بنسلفانيا وإدارة المتنزهات الطبيعية وذلك ضمن مشروع تراث أميريكا الصناعي. وقد انتهت أعمال التجديد في إبريل 1992 بالإضافة إلى إنشاء مركز جديد للسياح. وفي عام 1999 قُسمت سكة كونريل بين نقل CSX ونورفولك الجنوبية التي امتلكت منحنى هورسشو. وقد تم إضاءة المنحنى بالألعاب النارية والكشافات مرة أخرى عام 2004 خلال الاحتفال بالذكرى الـ 150 للمنحنى كتحية للاحتفالات التي أقيمت في 1954. وقد أدرجته الجمعية الأمريكية للمهندسين المدنيين ضمن قائمة المعالم الهندسية المدنية التاريخية في عام2004.

## العمليات الحالية
وقد بلغ العدد الأقصى للركاب في أربعينات القرن العشرن أكثر من 50 مليون راكب في اليوم إلى جانب عدد من قطارات الشحن والقطارات العسكرية، حيث ارتفعت الحاجة إلى التنقل عبر القطار بنسبة كبيرة بعد الحرب العالمية الثانية مثل ما أصبحت الطرق السريعة والنقل الجوي شائعي الاستخدام.
ولا زال المنحنى مزدحما لا سيما وأنه جزء من خط بيتسبرغ، حيث يعبره حوالي 51 قطاراعسكريا كل يوم ولا تشملها القطارات المحلية وقاطرات الدفع التي يمكن أن تضاعف العدد. وتقترن قاطرات EMD SD40-2s ذات قوة حصانية قدرها 3000 (2200 كيلو واط) وقاطرات الدفع SD40Es بالجزء الخلفي من القطارات الكبيرة، حيث تزودها بالطاقة أثناء الصعود وتساعدها على الكبح أثناء الهبوط. ويشير مخطط مسار نورفولك ساوثرن لعام 2012 إلى أن الكثافة المرورية السنوية التي تعبر منحنى هورسشو تبلغ حوالي 111.8 مليون طن أمريكي (101.4 طن متري) بما فيها القاطرات. حيث يسير قطار بينسيلفانيان حول المنحنى مرة واحدة كل يوم أثناء طريقه بين بيتسبرغ ونيويورك. وتسير القطارات العسكرية على المنحنى بسرعة متوسطة تبلغ 30 ميلا في الساعة (48 كيلو متر/ساعة) وأما قطارات الركاب فتسير بسرعة متوسطة تبلغ حوالي 41 ميلا في الساعة (66 كيلومتر/ساعة).
ويدير المتحف التذكاري للسكك الحديدية في ألتونا مركزا للزوار بالقرب من المنحنى حيث يظل مفتوحا من إبريل حتى أكتوبر. ويبلغ طول المركز حوالي 6800 قدم مربع (632 متر مربع) ويوجد به عدد من الآثار والتذكارات التاريخية المتعلقة بالمنحنى وكذلك خريطة ثلاثية الأبعاد للمنطقة بين ألتونا وجونستاون. ويمكن الدخول إلى المنحنى عبر سكة معلقة طولها 288 قدم (88 متر) أو عبر سلم طوله 194 خطوة. حيث أن السكة المعلقة تتكون من مسار واحد حيث تعبره السيارات في منتصف المنحدر، وتصبغ السيارات بحيث تماثل السيارات التي تحمل ركاب سكة بينسيلفانيا. بالإضافة إلى القاطرات فإنه يوجد مسبقا مأوى صغير في الحديقة مخصص للحارس. ويتمتع منحنى هورسشو بعدد غير قليل من هواة السكك الحديدية حيث بإمكانهم مشاهدة ثلاثة قطارات تسير على المنحنى في الوقت ذاته. وقد عبرت القاطرة البخارية 765 منحنى هورسشو في أغسطس عام 2012 ضمن برنامج (ستيم) الذي نظمته شركة نورفولك ساوثرن في القرن الحادي والعشرين، وهي تعد أول قاطرة تعبر المنحنى منذ 1977 أثناء عبورها خالية من الركاب من وإلى هاريسبرغ، حيث عادت إلى المنحنى في مايو عام 2013 مع قطارات الرحلات العامة من لويستاون إلى جاليتزن.